# Adorazione dei pastori (El Greco)
L'Adorazione dei pastori è un dipinto a olio su tela (320x180 cm) di el Greco, databile al 1612-1614 circa e conservato nel Museo del Prado di Madrid.
Questo quadro venne dipinto dall'artista per la propria tomba nella cripta della chiesa di Santo Domingo el Antiguo di Toledo. La firma di El Greco, in greco si trova nella parte inferiore sinistra del dipinto.
La composizione pittorica si avvolge in spirale, creando un movimento ascensionale. L'estrema distorsione dei corpi caratterizza il dipinto come altre opere della produzione tarda di El Greco. I colori brillanti, "dissonanti", e le forme e pose strane creano una sensazione di meraviglia ed estasi nei pastori e negli angeli che celebrano il miracolo della nascita del Bambino Gesù.
Nel 1618 l'aiutante di El Greco, Luis Tristán, dichiarò che il maestro lavorò al dipinto fino alla sua morte. L'opera fu trasferita all'altare maggiore del monastero di San Domenico El Antiguo, per poi essere acquisita dal Museo del Prado nel 1954.